# Барра-ду-Пираи
Барра-ду-Пираи (порт. Barra do Piraí) — муниципалитет в Бразилии, входит в штат Рио-де-Жанейро. Составная часть мезорегиона Юг штата Рио-де-Жанейро. Находится в составе крупной городской агломерации . Входит в экономико-статистический микрорегион Барра-ду-Пираи. Население составляет 96 282 человека на 2007 год. Занимает площадь 578,471 км². Плотность населения — 164,9 чел./км².

## История
Город основан 10 марта 1890 года.

## Статистика
- Валовой внутренний продукт на 2003 год составляет 704 039 514,00 реалов (данные: Бразильский институт географии и статистики).
- Валовой внутренний продукт на душу населения на 2003 год составляет 7633,85 реалов (данные: Бразильский институт географии и статистики).
- Индекс развития человеческого потенциала на 2000 год составляет 0,781 (данные: Программа развития ООН).

## География
Климат местности: горный тропический. В соответствии с классификацией Кёппена, климат относится к категории Cwa.